# Les Martyrs de Pologne
Pour plus de détails, voir Fiche technique et Distribution.
Les Martyrs de Pologne (Pruska kultura) est un film polonais réalisé par Mordechaj Towbin et sorti en 1908. C'est le plus ancien film polonais conservé,. Il raconte l'histoire de la grève de 1901 des écoliers polonais de Września en réaction à l’interdiction d'usage de la langue polonaise. Le titre polonais fait référence à la politique du gouvernement prussien de Kulturkampf qui s’attaque surtout aux catholiques, mais qui concerne aussi bien les Polonais, victimes de leur catholicisme supposé.

## Synopsis
À Września, une petite ville de le Grande-Pologne située à 50 kilomètres de Poznań, les autorités éducatives prussiennes mettent en place l’obligation de l’emploi de l’allemand en éducation religieuse. En Grande Pologne, territoire annexée par l’Allemagne au XIXe siècle, l’allemand est obligatoire à l’école depuis 1973. En mars 1901, l’administration allemande rend l’allemand obligatoire aussi dans les classes de religion, dernière matière avec la musique à être enseignée en polonais. Les écoliers polonais se mettent spontanément en grève qui consiste à ne pas s’exprimer en classe en allemand. Le Gouvernement ordonne de dompter la résistance passive des enfants en employant les punitions corporelles sévères, mais le mouvement devient massif : gagne toute la Posnanie, la Poméranie et la Silésie allemande où il se poursuivit, jusqu’en 1906 malgré les menaces et les sanctions, pour réclamer la repolonisation de l’enseignement.
En parallèle, une commission de colonisation mise en place en 1886 favorise l’implantation allemande en Poznańie et prononce des expropriation des habitants polonais. Le paysan Michał Drzymała (pl) devient symbole de la résistance polonaise à cette injustice. Les Prussiens lui interdisent d'agrandir sa maison et même la détruisent. Alors celui-ci rachète une roulotte de cirque pour y habiter. Les gens de toute la région viennent voir sa drôle de maison. Il se retrouve alors régulièrement en prison, accusé d’organiser des réunions non autorisées.
Censuré en Allemagne par l'Empereur Guillaume II, ce témoignage de l'oppression des Polonais par les Allemands, est distribué par son producteur en Russie, en Italie et en France.

## Fiche technique
- Titre : Les martyrs de Pologne
- Titre original : Pruska kultura
- Réalisation : Mojżesz Towbin
- Société de production : Siła-kino
- Pays d'origine : Pologne
- Format :
- Genre :
- Durée : 8 min
- Date de sortie : mai 1908

## Les scènes du film
1. L'école de Września
2. Le professeur de Kultur
3. Les flagellations des enfants
4. Les expropriations
5. La soldatesque prussienne
6. Le chariot de Michał Drzymała (pl)
7. L'Apothéose de la Pologne

## Perte et redécouverte
Considérée comme perdu pendant longtemps, le film en version francisée (texte à l'écran) des Martyrs de Pologne, est retrouvé en 2000 dans les Archives françaises du film à Bois-d'Arcy par les professeurs à l'Université Adam-Mickiewicz de Poznań Małgorzata et Marek Hendrykowski, puis restaurée par les Archives Cinématographiques de Paris.
L'œuvre restaurée a eu sa première à Września le 31 janvier 2009.